# Styringomyia fumitergata
Styringomyia fumitergata is een tweevleugelige uit de familie steltmuggen (Limoniidae). De soort komt voor in het Australaziatisch gebied.